# Сатерсвил (Пенсилванија)
Сатерсвил (енгл. Sutersville) град је у америчкој савезној држави Пенсилванија.

## Демографија
По попису из 2010. године број становника је 605, што је 31 (-4,9%) становника мање него 2000. године.
| Група             | 2000.       | 2010.       |
| Белци             | 632 (99,4%) | 600 (99,2%) |
| Афроамериканци    | 2 (0,3%)    | 0 (0,0%)    |
| Азијати           | 0 (0,0%)    | 0 (0,0%)    |
| Хиспаноамериканци | 1 (0,2%)    | 0 (0,0%)    |
| Укупно            | 636         | 605         |